# Rue de Mont-Louis
La rue de Mont-Louis est une voie du 11e arrondissement de Paris, en France.

## Situation et accès
La rue de Mont-Louis est une voie publique située dans le 11e arrondissement de Paris. Elle débute au 30, rue de la Folie-Regnault et se termine au 151, boulevard de Charonne.
Le quartier est desservi par la ligne 2 à la station Philippe Auguste.

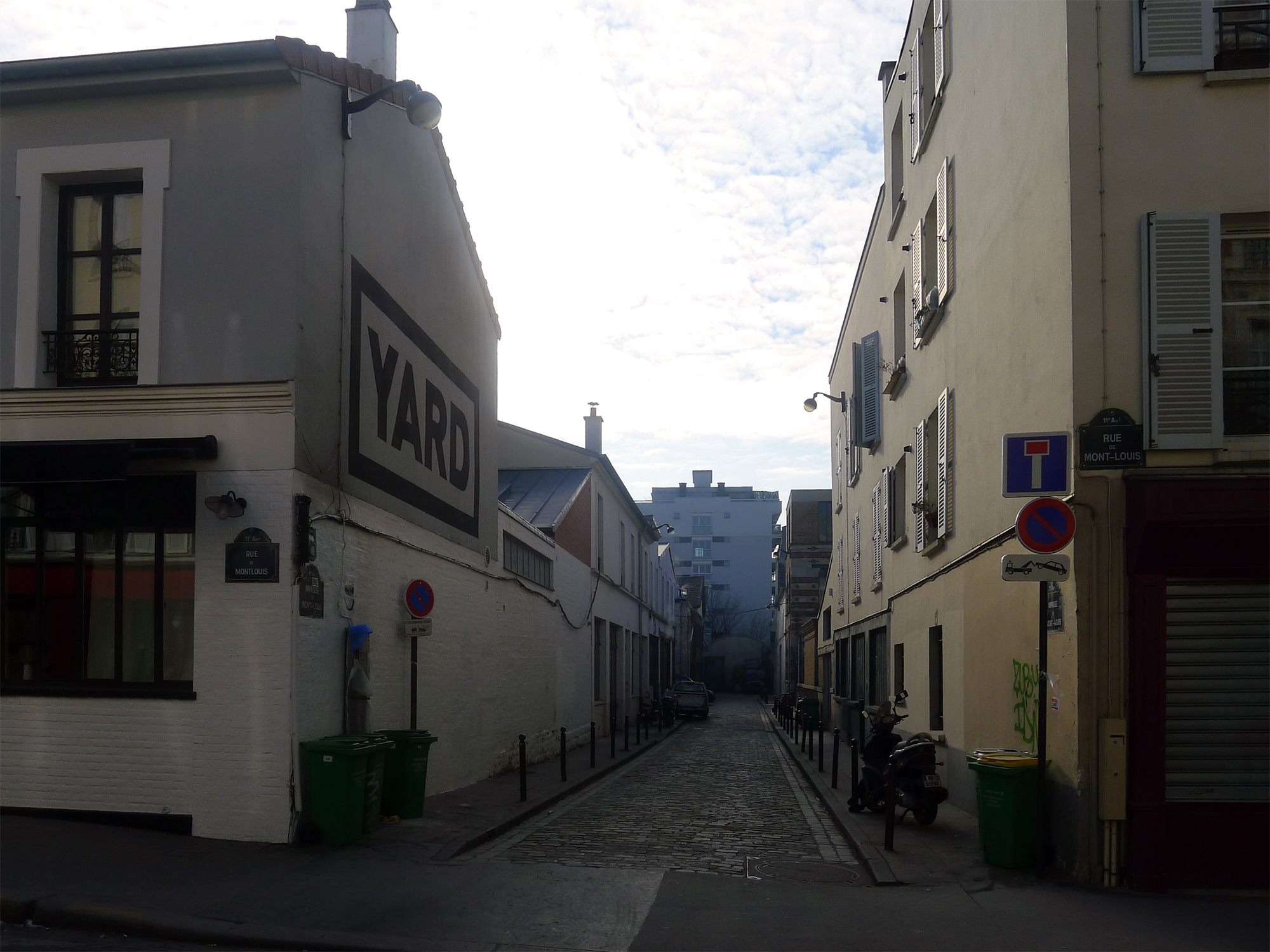
Impasse de Mont-Louis vue depuis la rue de Mont-Louis.

## Origine du nom
Cette rue doit son nom parce qu'elle est placée près de Mont-Louis, l'ancienne maison de plaisance du père Lachaise, confesseur de Louis XIV, qui avait fait bâtir pour lui cette belle propriété, dont l'enclos et la maison furent affectés en 1804 au cimetière de l'Est.

## Historique
Indiquée sur le plan de Jouvin de Rochefort de 1672, sous le nom de « rue de l'Air » ou « rue de Lair », elle fut ensuite dénommée la « rue des Rats-Popincourt ».
Alignée par ordonnance du 6 mai 1827, on la dénomma « rue Mont-Louis » par arrêté du 3 septembre 1869, puis « rue de Mont-Louis ».

## Bâtiments remarquables, et lieux de mémoires
- C'est au Mont-Louis que François d'Aix de La Chaise (1624-1709), confesseur du roi Louis XIV, et son frère possédaient une maison de campagne.